# Fangdiekgraben
El Fangdiekgraben també anomenat Fangdieckgraben és un riu d'Hamburg (Alemanya).

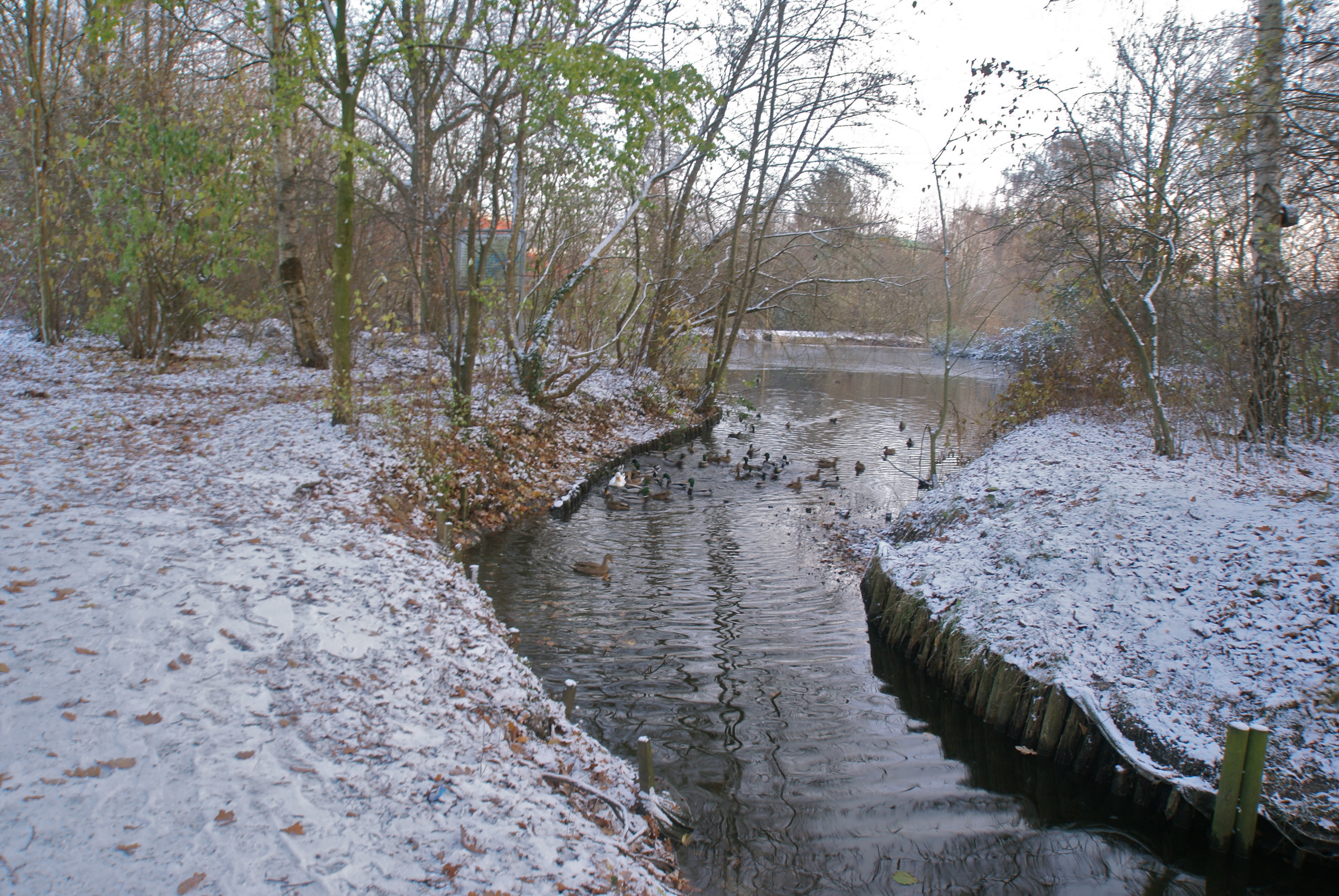
L'estany de dipòsit Fangdiek

Neix a Lurup, sorgeix de la seva vida entubada a prop del carrer Elbgaustraße i desemboca al Mühlenau a Eidelstedt. El seu nom prové del Fangdiek, un mot baix alemany que significa conca de dipòsit. El rierol que va degenerar a l'era industrial del segle passat, va ser adoptat per a una escola veïna, el Goethe Gymnasium i després pel grup Seilmanns Natur-Ranger -que van treure'l de la seva triste sort monofuncional d'evacuador d'aigua excedentària a un medi ambient estimat per a una varietat creixent de fauna i de flora. Van posar-hi grava o blocs erràtics, van plantar verònica beccabunga. El concurs de totes aquestes intervencions va conduir a un èxit ecològic: més diversitat, més espècies, menys de pol·lució.
Fotos del naixement cap a la desembocadura:

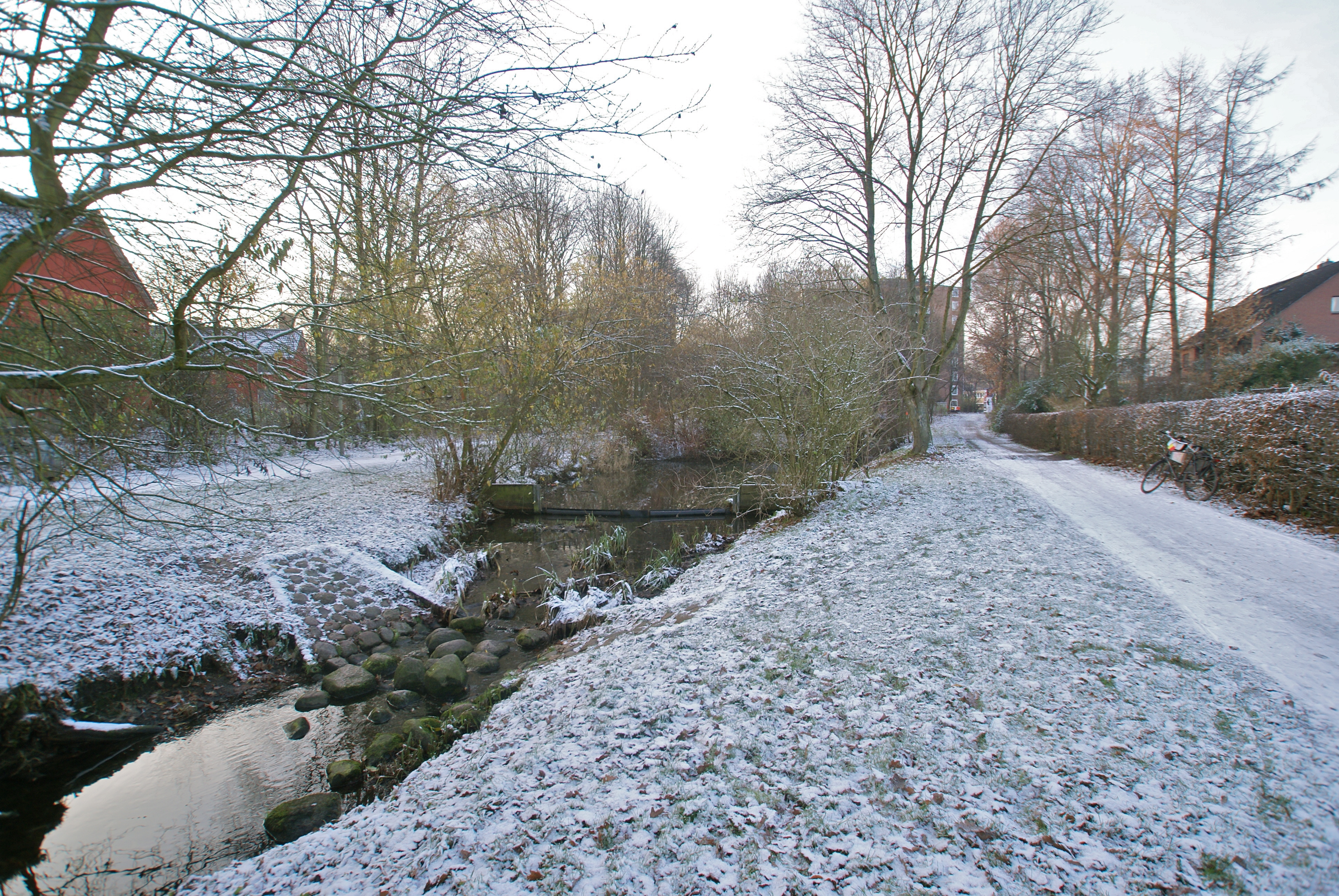
Gual nou a la part renaturalitzat del riu
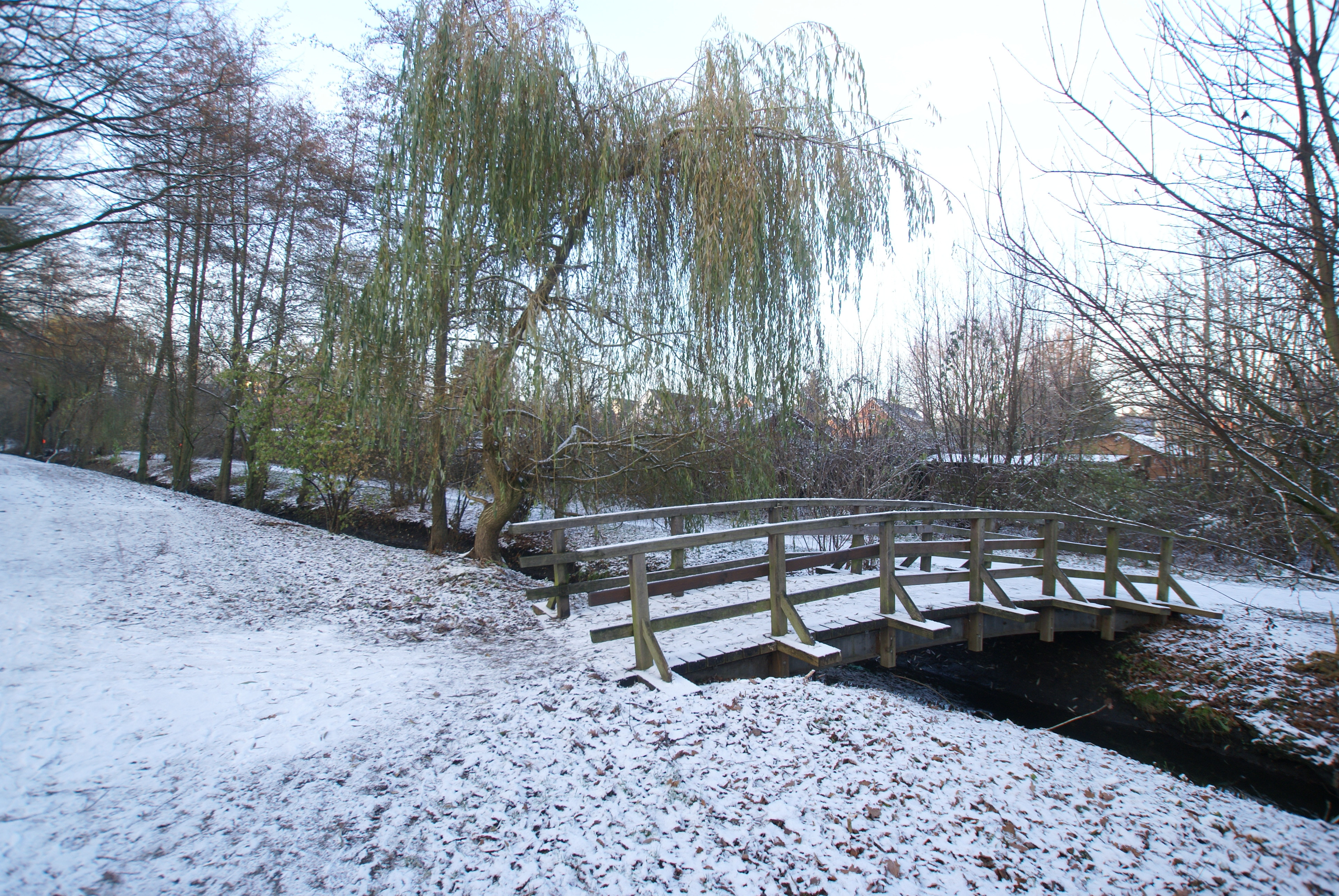
Pont de fusta

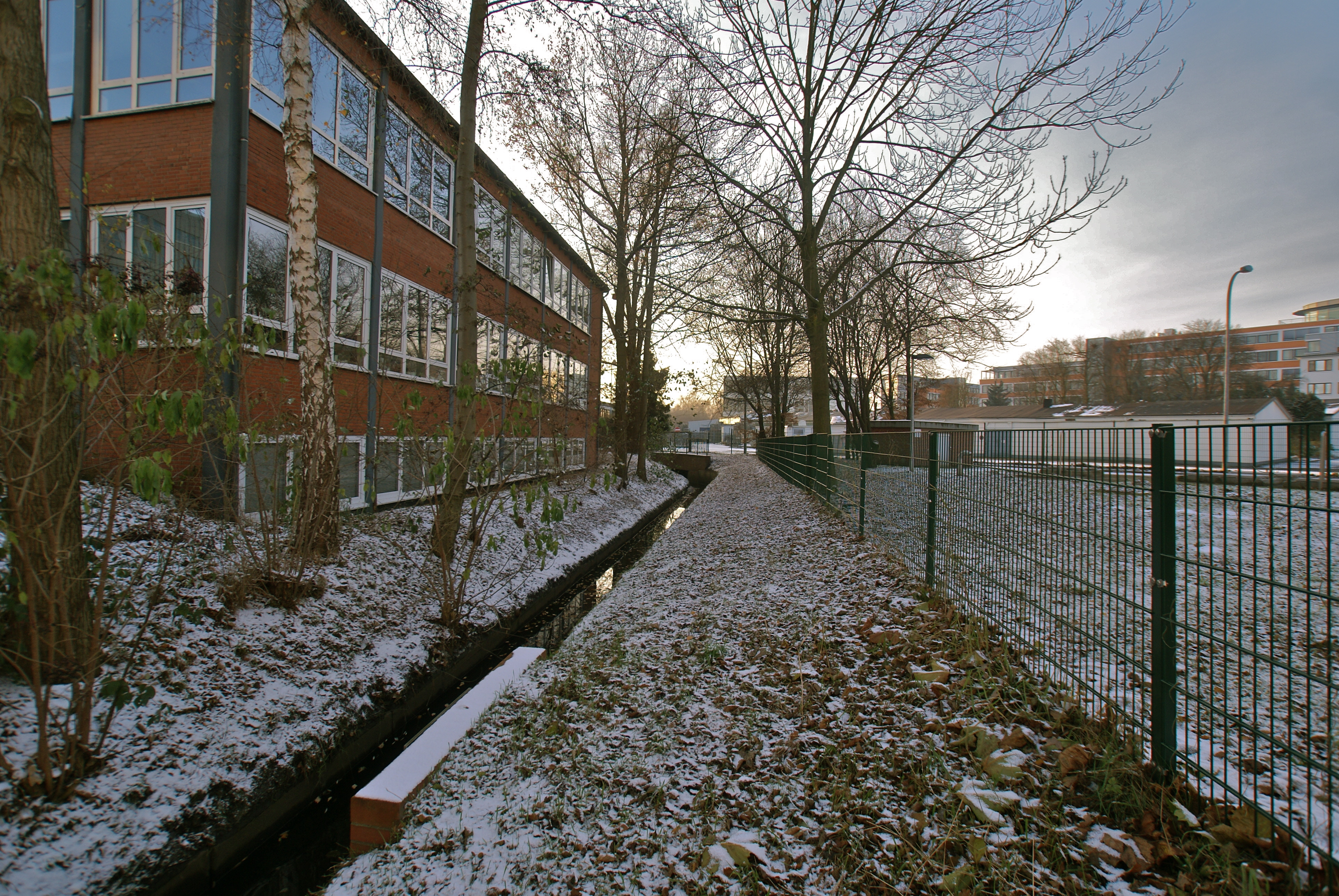
El riu a través el polígon industrial
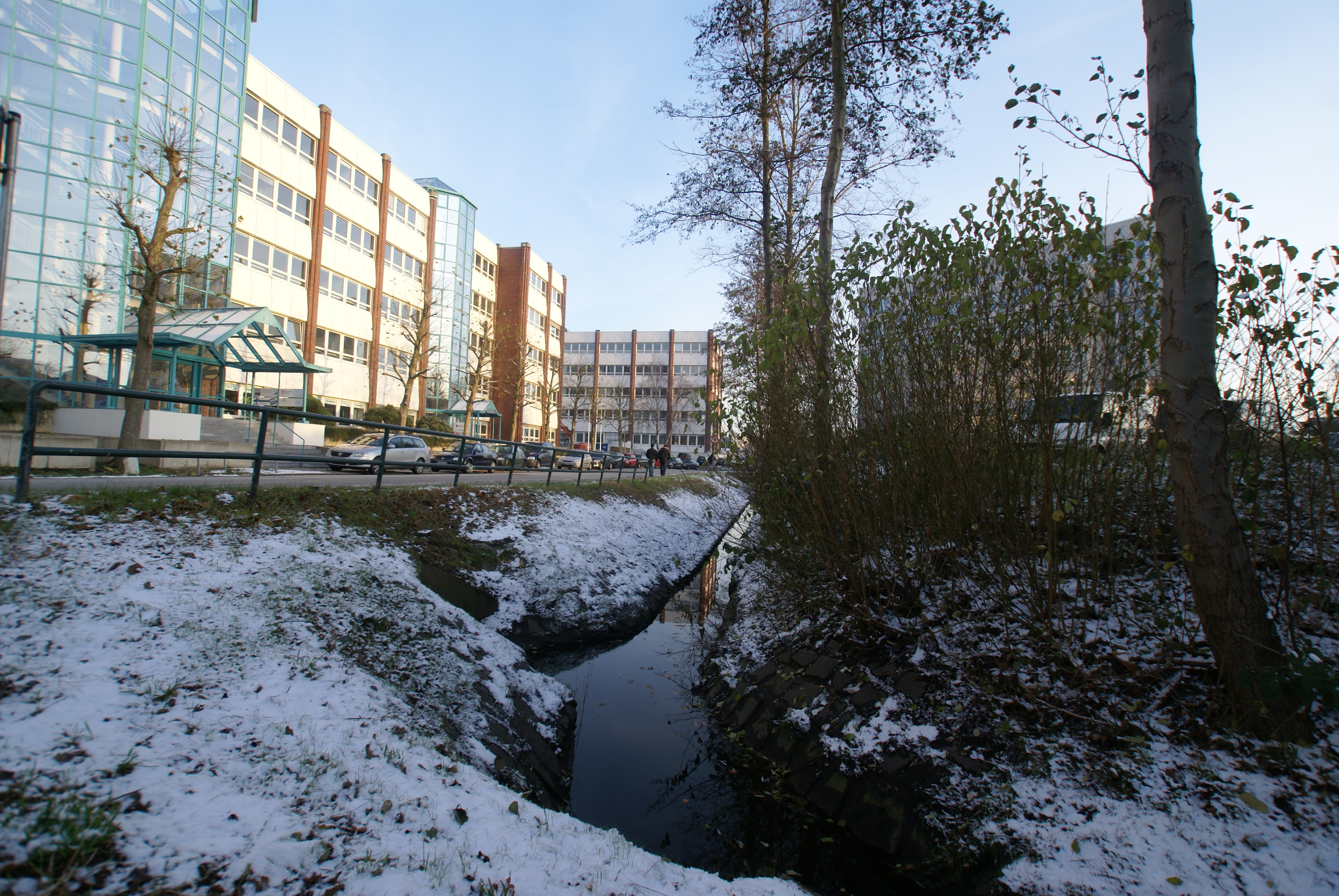
La confluència amb el Mühlenau